# U̇
Cette page contient des caractères spéciaux ou non latins. S’ils s’affichent mal (▯, ?, etc.), consultez la page d’aide Unicode.
U̇ (minuscule : u̇), ou U point suscrit, est une lettre latine utilisée dans plusieurs romanisations ALA-LC, dans la romanisation ISO 9 du cyrillique, et a été utilisée comme abréviation latine. Elle est composée de la lettre U diacritée d'un point suscrit.

## Utilisation
En latin, le u point suscrit ‹ u̇ ›, ou le v point suscrit ‹ v̇ ›, a été utilisé comme abréviation pour le mot ut,.
Dans la romanisation ALA-LC de langues non slaves utilisant ou ayant utilisé l’alphabet cyrillique, le u point suscrit ‹ u̇ › est utilisé pour translittérer:
- le ou tréma ‹ ӱ › des orthographes de l’altaï de 1944, du tchouvache de 1938, du carélien, du khakasse de 1893, 1924 et 1939, du khanty sourgoute ou vakh de 1952, du mari des prairies de 1870 ou 1938, du mari des montagnes de 1938, du chor des missionnaires, de 1927 ou de 1938, du tatar kryashen ;
- le ou droit ‹ ү › des orthographes de l’azéri, du bachkir de 1939 ou du bouriate de 1939, du doungane de 1952, du gagaouze de 1957, du kalmouk de 1957 ou du karakalpak de 1957, du kirghize de 1940, du mongol de 1941 à 1945, du tatar de 1938, du turkmène de 1940, du touvain, de l’ouïghour, du iakoute de 1851 ou de 1939 ;
- le ou point suscrit ‹ у̇ › de l’orthographe lezghien de von Uslar.

La romanisation ISO 9 utilise ‹ u̇ › pour translittérer l’ou droit barré ‹ ұ ›.

## Représentations informatiques
Le U point suscrit peut être représenté avec les caractères Unicode suivants :
- décomposé (latin de base, diacritiques) :

| formes    | représentations | chaînes de caractères | points de code | descriptions                                        |
| --------- | --------------- | --------------------- | -------------- | --------------------------------------------------- |
| capitale  | U̇               | U◌̇                    | U+0055 U+0307  | lettre majuscule latine u diacritique point en chef |
| minuscule | u̇               | u◌̇                    | U+0075 U+0307  | lettre minuscule latine u diacritique point en chef |